# 世界果然是我☆傳奇!!
《世界果然是我☆傳奇!!》（日语：やっぱり世界はあたし☆れじぇんど!!）是fripSide NAO project!的單曲。2008年8月20日由5pb.Records發售。

## 概要
- fripSide NAO project!是fripSide以PC遊戲為主而活動的個別名義。然而，是這個作品唯一的一張單曲。
- 「やっぱり世界はあたし☆れじぇんど!!」是電視動畫《戀姬†無雙》的片尾曲。CD封面印有關羽、張飛、諸葛亮、趙雲。

## 收錄歌曲
1. やっぱり世界はあたし☆れじぇんど!! （3:20）
作詞：nao、八木沼悟志、山下慎一狼，作曲、編曲：八木沼悟志
電視動畫《戀姬†無雙》片尾曲
2. プール・バケーション （3:58）
作詞：山下慎一狼，作曲、編曲：新井健史
3. やっぱり世界はあたし☆れじぇんど!! -Instrumental-
4. プール・バケーション -Instrumental-

## 外部連結
- （日語）《やっぱり世界はあたし☆れじぇんど!!》 （页面存档备份，存于）
- （日語）參考資料（页面存档备份，存于）